# Гросберг, Александр Юльевич
Алекса́ндр Ю́льевич Гро́сберг (англ. Alexander Grosberg; р. 1949) — советский, российский и американский физик, известный работами в области теоретической биофизики и физики полимеров.

## Биография
Родился 2 февраля 1949 года в Москве. В 1972 году окончил кафедру электродинамики и квантовой теории физического факультета МГУ.
В 1972—1999 годах работал в ИХФАН.
В 1975 году в ИФПАН защитил кандидатскую диссертацию под научным руководством И. М. Лифшица.
В 1982 году в МГУ имени М. В. Ломоносова защитил докторскую диссертацию.
В 1989—1993 годах преподавал биофизику в Физтехе.
В 1993—1999 годах работал в Массачусетском технологическом институте, сотрудничая с группой проф. Т. Танаки. Под научным руководством Гросберга и Танаки работал В. Панде.
В 1999 году получил позицию профессора физики в Миннесотском университете.
С 2008 года — профессор физики и математики в Нью-Йоркском университете.

## Награды
- премия Ленинского комсомола (1982) — за цикл работ по статистической физике макромолекул

## Научные труды
Гросберг, А. Р. Хохлов и И. М. Лифшиц нашли выражение для конформационной энтропии полимерной цепи и получили классические результаты для полимерной глобулы в растворе.
Основные научные интересы Гросберга связаны с проблемами укладки белка и ДНК, фазовыми переходами в полимерных системах, узлами и зацеплениями полимерных цепей, статистикой в последовательностях ДНК и белков, гетерополимерами, полимерными сетками, жидкокристаллическим упорядочением и др.

## Награды
- Член (Fellow) Американского физического общества, 2004 («За фундаментальный вклад в статистическую физику макромолекул, включая пионерские результаты по фазовым переходам, замороженному беспорядку и топологии полимеров и биополимеров»)[4]
- Премия Гумбольдта, 2006[2]
- APS Outstanding Referee Award, 2008[5]